# Blue (мова програмування)
Blue — система навчання об'єктно-орієнтованому програмуванню, створена в Сіднейському університеті, Австралія. Це одночасно IDE та мова програмування. Blue був розроблений Майклом Келлінгом та Джоном Розенбергом і використовувався для навчання з 1997 року. Розробка закінчена 1999 року, коли одне із важливих розробників системи Майкл Келлинг почав застосовувати до IDE вид Java, у результаті вийшов BlueJ.